# Endurance Idahor
Endurance Idahor (Edo, 4 agosto 1984 – Omdurman, 6 marzo 2010) è stato un calciatore nigeriano, di ruolo attaccante.

## Carriera

### Club
Esordì nella Nigerian Premier League con la maglia dei Julius Berger nel 2003 segnando 12 reti e si trasferì, in seguito, nelle file dei Dolphins di Port Harcourt.
Il 23 febbraio 2006 Endurance venne ceduto al club sudanese dell'Al-Merreikh Sporting Club con i quali giocò 123 partite segnando 86 gol prima di trasferirsi in prestito per sei mesi alla squadra saudita dell'Al-Nassr. Nella Saudi Professional League giocò 11 partite segnando 5 reti prima di fare ritorno in Sudan.
Tornato all'Al-Merreikh Sporting Club, giocò 53 partite realizzando 32 gol diventando un giocatore fondamentale per la prima squadra diventando capocannoniere e trascinando il club alla prima finale di Coppa della Confederazione CAF dal 1989.

### Nazionale
Idahor venne convocato più volte nella selezione Under-23 della nazionale nigeriana tra il 2002 e il 2005 collezionando 7 gol in 17 presenze.

## Morte
Il 6 marzo 2010 Endurance crollò a terra durante una partita di campionato tra Al-Merreikh Sporting Club e Al-Amal. Al 13º minuto di gioco Idahor corse all'interno dell'area di rigore avversaria e sembra che sia stato colpito da una violenta gomitata al petto prima di cadere a terra. Il giocatore fu immediatamente trasferito in ospedale . L'arbitro fermò la partita e i sostenitori dell'Al-Merreikh Sporting Club iniziarono a lanciare pietre.
Sembra che Idahor sia morto in ambulanza durante il trasferimento in ospedale. I primi referti medici affermano che la causa più probabile del decesso sia stato un infarto.
Il club ha pubblicato un breve annuncio che descrive il giocatore come "Un esempio di professionalità e competenza e un simbolo di fedeltà" e ha aggiunto: "Ci assicureremo che venga fatta giustizia".

## Palmarès

### Club
- Campionato sudanese di calcio: 1

Al-Merreikh: 2008
- Coppa del Sudan: 3

Al-Merreikh: 2006, 2007, 2008

### Individuale
- Miglior marcatore del Campionato sudanese di calcio: 1

2006
- Miglior marcatore della Coppa del Sudan: 1

2006
- Miglior marcatore della Coppa Kagame Inter-Club: 1

2009